# Tetragonula
Tetragonula es un género de abejas sin aguijón (tribu Meliponini de la familia Apidae). En 1961 el experto brasilero en abejas melipónidas, Profesor J.S. Moure, propuso el nombre del género Tetragonula para mejorar el sistema de clasificación del numeroso género Trigona, subdividiéndo a éste en 9 grupos menores. Alrededor de 30 especies que antes eran parte de Trigona fueron colocadas ahora en Tetragonula. Estas abejas se encuentran en Oceanía, en países como Australia, Indonesia, Nueva Guinea, Malasia, Tailandia, Filipinas, India, Sri Lanka y las Islas Salomón. Se considera que hay 31 especies.

## Especies
- Tetragonula bengalensis (Cameron)
- Tetragonula biroi (Friese)
- Tetragonula carbonaria—Queensland (AU)[3][4]
- Tetragonula clypearis (Friese)
- Tetragonula dapitanensis (Cockerell)
- Tetragonula davenporti (Franck)
- Tetragonula drescheri (Schwarz)
- Tetragonula fuscobalteata (Cameron)
- Tetragonula geissleri (Cockerell)
- Tetragonula gressitti (Sakagami)
- Tetragonula hirashimai (Sakagami)
- Tetragonula hockingsi—(AU)[5]
- Tetragonula iridipennis (Smith)
- Tetragonula laeviceps (Smith)
- Tetragonula malaipanae Engel, Michener, & Boontop[1]
- Tetragonula melanocephala (Gribodo)
- Tetragonula melina (Gribodo)
- Tetragonula mellipes (Friese)
- Tetragonula minangkabu (Sakagami & Inoue)
- Tetragonula minor (Sakagami)
- Tetragonula pagdeni (Schwarz)
- Tetragonula pagdeniformis (Sakagami)
- Tetragonula penangensis (Cockerell)
- Tetragonula praeterita (Walker)
- Tetragonula reepeni (Friese)
- Tetragonula ruficornis (Smith)
- Tetragonula sapiens (Cockerell)
- Tetragonula sarawakensis (Schwarz)
- Tetragonula sirindhornae (Michener & Boongird)
- Tetragonula testaceitarsis (Cameron)
- Tetragonula zucchii (Sakagami)